# ویاچسلاو کراسیلنیکوف
ویاچسلاو کراسیلنیکوف (روسی: Вячеслав Борисович Красильников؛ IPA: [vʲɪtɕɪˈsɫaf krɐˈsʲilʲnʲɪkəf]؛ زادهٔ ۲۸ آوریل ۱۹۹۱) بازیکن والیبال ساحلی اهل روسیه است.